# NAC in het seizoen 1970/71
Het seizoen 1970/1971 was het 17e jaar in het bestaan van de Bredase betaaldvoetbalclub NAC. De club kwam uit in de Eredivisie en eindigde daarin op de 14e plaats. Tevens deed de club mee aan het toernooi om de KNVB Beker, hierin werd in de eerste ronde verloren van Fortuna SC (0–1).

## Wedstrijdstatistieken

### Eredivisie
|       | ADO   | Ajax  | AZ '67 | DWS   | Excelsior | Feijenoord | Go Ahead | Haarlem | Holland Sport | MVV   | N.E.C. | PSV   | Sparta | Telstar | FC Twente '65 | FC Utrecht | Volendam |
| ----- | ----- | ----- | ------ | ----- | --------- | ---------- | -------- | ------- | ------------- | ----- | ------ | ----- | ------ | ------- | ------------- | ---------- | -------- |
| Thuis | 0 – 3 | 0 – 2 | 5 – 2  | 1 – 4 | 1 – 0     | 1 – 3      | 3 – 1    | 2 – 0   | 3 – 4         | 3 – 1 | 1 – 1  | 0 – 3 | 0 – 0  | 2 – 0   | 0 – 1         | 1 – 2      | 2 – 1    |
| Uit   | 3 – 0 | 3 – 0 | 2 – 1  | 1 – 1 | 2 – 2     | 3 – 0      | 4 – 3    | 2 – 2   | 0 – 0         | 3 – 1 | 1 – 1  | 1 – 1 | 1 – 1  | 2 – 1   | 3 – 0         | 0 – 0      | 2 – 1    |

### KNVB Beker
| 1e ronde                                     | Fortuna SC      | 1 – 0 (0 – 0) | NAC |
| 16 augustus 1970 Plaats: Sittard De Baandert | Harry Heuts 83' |               |     |

## Statistieken NAC 1970/1971

### Eindstand NAC in de Nederlandse Eredivisie 1970 / 1971
| Stand | Gespeeld | Gewonnen | Gelijk | Verloren | Punten | Doelpunten voor | Doelpunten tegen |
| ----- | -------- | -------- | ------ | -------- | ------ | --------------- | ---------------- |
| 14e   | 34       | 7        | 10     | 17       | 24     | 40              | 61               |

### Topscorers
| #      | Naam                  | Goal |
| ------ | --------------------- | ---- |
| 1.     | Stanley Bish          | 11   |
| 2.     | Jacques Visschers     | 8    |
| 3.     | Addy Brouwers         | 7    |
| 4.     | Frans Bouwmeester jr. | 2    |
| 4.     | Andrzej Frankiewicz   | 2    |
| 4.     | Bertus Quaars         | 2    |
| 7.     | Ad Bakker             | 1    |
| 7.     | Arie Delmotte         | 1    |
| 7.     | Jan van Gorp          | 1    |
| 7.     | Ati Graaumans         | 1    |
| 7.     | Onbekende doelpunten  | 1    |
| –      | Onbekend              | 3    |
| Totaal | Totaal                | 40   |

| #      | Naam        | Goal |
| ------ | ----------- | ---- |
| –      | Geen speler | 0    |
| Totaal | Totaal      | 0    |

## Voetnoten
ADO ·
Ajax ·
AZ '67 ·
DWS ·
Excelsior ·
Feijenoord ·
Go Ahead ·
Haarlem ·
Holland Sport ·
MVV ·
NAC ·
N.E.C. ·
PSV ·
Sparta ·
Telstar ·
FC Twente '65 ·
FC Utrecht ·
Volendam